# SN 1988Z
SN 1988Z – supernowa typu IIn odkryta 12 grudnia 1988 roku w galaktyce M+03-28-22. W momencie odkrycia miała maksymalną jasność 16,80m.